# 31836 Poshedly
31836 Poshedly este o planetă minoră (asteroid), cu un diametru de 2,663 km, din centura de asteroizi. A fost descoperită pe 30 ianuarie 2000 la Catalina Station⁠(d) de Catalina Sky Survey. 
Obiectul prezintă o orbită caracterizată de o semiaxă mare de 2,2361648 UAi, o excentricitate de 0,15, o înclinație de 5,47136 ° în raport cu ecliptica.